# 다중 모드 광섬유

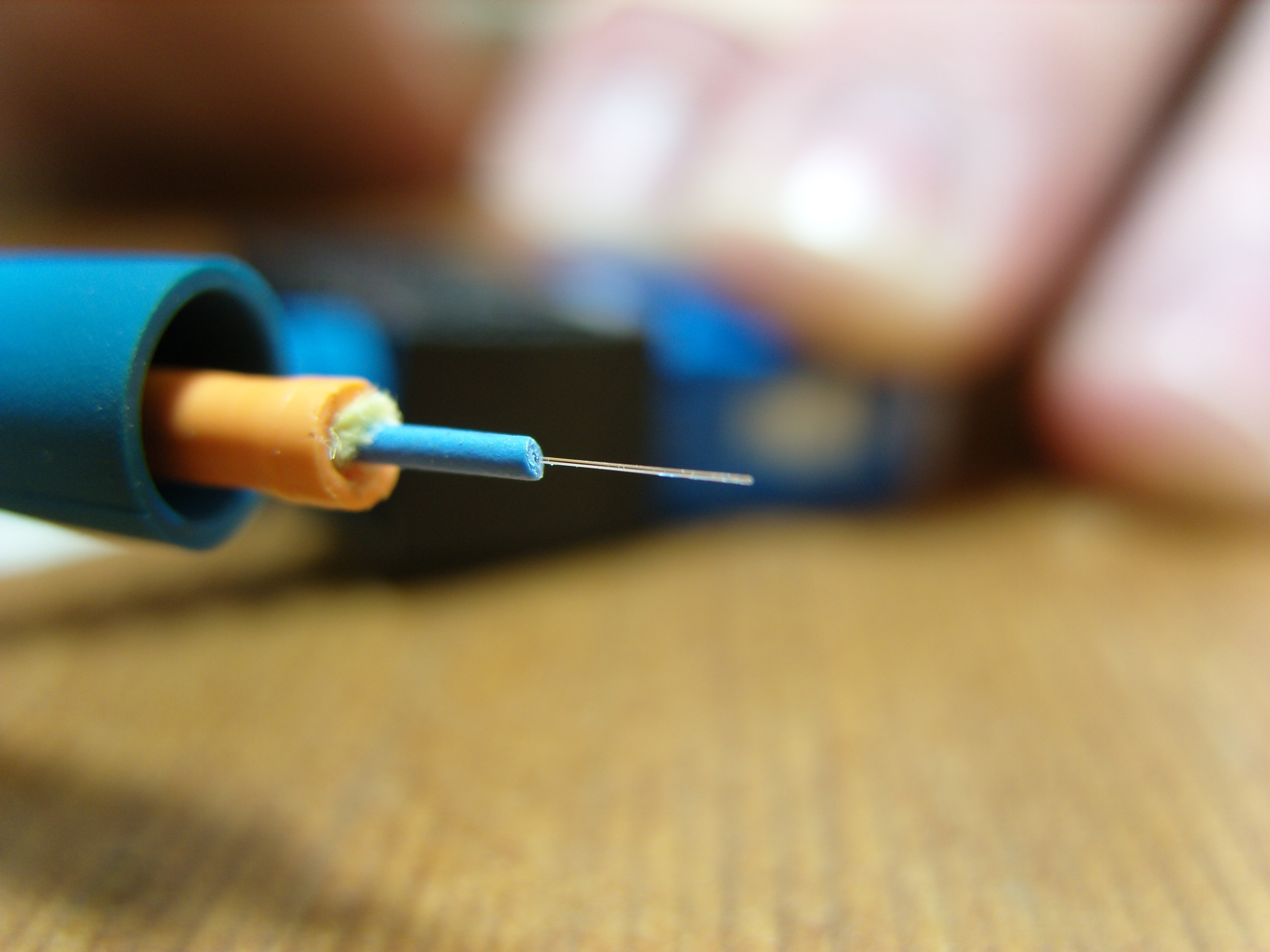

다중 모드 광섬유(Multi-mode optical fiber), 멀티모드 광파이버는 코어의 지름이 비교적 큰 광섬유로서, 광펄스가 여러 통로를 따라 섬유 속을 이동한다. 단일모드 섬유에 비해 정보의 전송 속도가 느리고 수신지에서 신호가 흐려지는 경향이 있다.

## 같이 보기
- IEEE 802.3